# Ясотхон (провинция)
Ясотхон (тайск. ยโสธร) — провинция на северо-востоке Таиланда, расположена на реке Чи. Граничит с провинциями: Мукдахан, Амнатчарен, Убонратчатани, Сисакет и Ройет.

## Географическое положение
В северной части провинции много равнин с невысокими холмами. Южная часть омывается рекой Чи, с несколькими прудами и болотами.

## Геология
Вся территория провинции — плато Корат со средней абсолютной высотой около 200 м. Почвы Ясотхона сформированы в Триасовом периоде.

## История
Провинция была образована 1 марта 1972 года, когда отделилась от провинции Убонратчатани.

## Административное деление

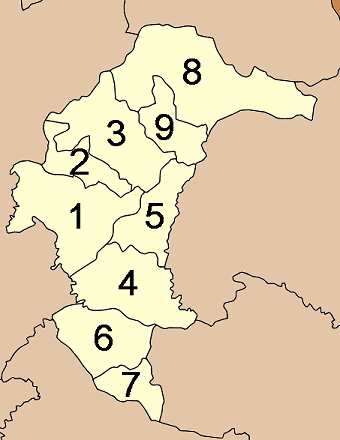
Деление провинции Ясотхон

Провинция делится на 9 районов (ампхе), которые в свою очередь, состоят из 78 подрайонов (тамбон) и 835 поселений (мубан):
| 1. Mueang Yasothon 2. Sai Mun 3. Kut Chum 4. Kham Khuean Kaeo 5. Pa Tio | 1. Maha Chana Chai 2. Kho Wang 3. Loeng Nok Tha 4. Thai Charoen |